# Пентапалладийтетрагаллий
Пентапалладийтетрагаллий — бинарное неорганическое соединение
палладия и галлия
с формулой Ga4Pd5,
кристаллы.

## Получение
- Сплавление стехиометрических количеств чистых веществ:

{\displaystyle {\mathsf {5Pd+4Ga\ {\xrightarrow {1010^{o}C}}\ Ga_{4}Pd_{5}}}}

## Физические свойства
Пентапалладийтетрагаллий образует кристаллы
кубической сингонии,
пространственная группа P m3m,
параметры ячейки a = 0,3040 нм, Z = 1,
структура типа хлорида цезия CsCl
.
Соединение образуется по перитектической реакции при температуре 1010 °C и стабильно при температуре выше 920 °C.